# Günter Wagner (Ökotrophologe)
Günter Wagner (* 17. November 1956 in Rheine) ist ein deutscher Ökotrophologe, der sich mit der Veränderung der geistigen Leistungsfähigkeit durch die Ernährung beschäftigt und zu diesem Thema diverse Bücher veröffentlicht hat.

## Leben
Noch vor dem Abitur in Meppen machte Günter Wagner eine Ausbildung zum Groß- und Außenhandelskaufmann. Dabei absolvierte er ein Praktikum bei Max Inzinger. Nach dem Abitur studierte er Ökotrophologie und Erziehungswissenschaften an der Justus-Liebig-Universität Gießen. Nach Anstellungen im Institut für Sporternährung e.V. in Bad Nauheim wurde er dort Mitglied des Vorstandes.
Er war Lehrbeauftragter der Deutschen Trainerakademie des Deutschen Sportbundes in Köln und berät Leistungs- und Freizeitsportler in Fragen der bewussten Ernährung. Außerdem ist er im Kuratorium Therafit, im Vorstand der Gesellschaft für Gehirntraining e.V. und der Academy of Balneology, Health Resort Science, wo er interdisziplinär mit Wissenschaftlern verschiedener Fachbereiche zusammenarbeitet.
Wagner ist Autor zahlreicher Veröffentlichungen in Fach- und Publikumszeitschriften sowie Büchern.

## Schwerpunkte
Wagner befasste sich insbesondere mit der Praxis und Theorie der Ernährung auf die körperliche Leistungsfähigkeit im Breiten- und Spitzensport. Dabei entstanden Rezepte, die heutzutage größtenteils noch in Gebrauch sind. Ab der Jahrtausendwende widmete sich Wagner zunehmend den Einflüssen der Ernährung auf die geistige Leistungsfähigkeit. Um angesichts der unzähligen Einzelbefunde von Ernährungswirkungen auf mentale Größen eine Orientierung zu geben, fasste er die Erkenntnisse im, von ihm so genannten, ABDD-Modell zusammen. Dabei entspricht jeder Buchstabe einem Faktor, der wechselseitig unabhängig von den anderen drei Faktoren die Allgemeine, speziell fluide Intelligenz beeinflusst. Beim ABDD-Modell stehen die Buchstaben A = Abwechslung, B = Blutzuckerstabilisierung, D = Durstvermeidung und D = Dopaminoptimierung.

## Veröffentlichungen (Auswahl)

### Bücher
- mit Johannes Peil, Uwe Schröder: Trink Dich Fit. Handbuch für das richtige Trinken. pala Verlag, Darmstadt 2011, ISBN 978-3-89566-291-1.
- mit Siegfried Lehrl, Elmar Gräßel (Hrsg.): Geistig fit in Schule, Beruf und Alltag. kopaed, München 2017, ISBN 978-3-86736-441-6.
- mit Mathias Oldhaver: Sporternährung praxisnah. Mehr Leistung mit Mikronährstoffen. Eubiotika Verlag, Wiesbaden, 2017, ISBN 978-3-944592-16-9.
- mit Siegfried Lehrl, Eva Maria Hund: 5 IQ-Punkte mehr in 7 Tagen: Das kompakte Programm aus Ernährung, Gehirntraining und Bewegung.Eubiotika, Wiesbaden 2020, ISBN 978-3-944592-27-5.
- mit Siegfried Lehrl, A. Bettina Irmler: Neurotrition. Die richtige Ernährung für einen höheren IQ. Eubiotika, Wiesbaden 2020, ISBN  978-3-944592-22-0.

### Beiträge
- mit Uwe Schröder, Siegfried Lehrl: Die richtige Flüssigkeitsaufnahme für Wohlbefinden, körperliche und mentale Leistungsfähigkeit. In: Der Allgemeinarzt 20, 2001
- mit Uwe Schröder: Bedeutung des Trinkens für die mentale Leistungsfähigkeit. In: Deutsche Zeitschrift für Sportmedizin. 52 (2):S80., 2001
- mit Jochen Schmitz, Siegfried Lehrl, Uwe Schröder Uwe: Einfluss von Dehydratation auf die kognitive Leistungsfähigkeit im Rahmen der Rosbacher Trinkstudie (RTST 1-4.40). Wissenschaftlicher Kongress der Deutschen Gesellschaft für Ernährung e. V. in potsdam, 2003
- mit Siegfried Lehrl, Uwe Schröder, Nora Bönnhoff: Richtig Trinken im Unterricht. In: Ernährung im Fokus (9), 238–241, 2004
- mit Uwe Schröder: Essen Trinken Gewinnen. 5. bearb. Aufl. pala Verlag, Darmstadt 2012
- mit Siegfried Lehrl, Günter Eissing: Erhöhung des Kreativitätsniveaus durch „gehirngerechte“ Ernährung. In: G. Mehlhorn, K. Schöppe, F. Schulz (Hrsg.): Begabungen entwickeln und Kreativität fördern. kopaed, München 2015, S. 625–649, ISBN 978-3-86736-438-6.